# Het Rad
Het Rad (Frans: La Roue) is een wijk van de Belgische gemeente Anderlecht in het Brussels Hoofdstedelijk Gewest. De wijk ligt in het zuidoosten van de gemeente, tussen het Kanaal Charleroi-Brussel en de Bergense Steenweg (N6). Het Rad is een tuinwijk, de oudste in Anderlecht, gebouwd in de eerste decennia van de 20ste eeuw.

## Geschiedenis
De plaats bleef eeuwenlang een landelijk gebied bij de Zenne tussen de gehuchten Veeweide en Aa. De Ferrariskaart uit de jaren 1770 toont hier het onbebouwd gebied tussen Veeweyde en Straete van Aa. Op het eind van de 18de eeuw werd hier een windmolen gebouwd, maar die werd op 13 november 1792 vernield bij de Slag van Anderlecht.
In de eerste decennia werd een nieuwe molen opgericht. Een deel van dit gehucht Aa verdween bij het graven van het kanaal Charleroi-Brussel in de eerste helft van de 19de eeuw, zoals te zien op de Vandermaelenkaart uit het midden van de 19de eeuw. Op deze kaart is een herberg la Roue weergegeven en ook de Molen van Het Rad is aangeduid. De molen werd in 1903 gesloopt.
In 1901 werd de Sint-Jozefparochie opgericht en werd een eerste kerkje opgetrokken. De tuinwijk werd aangelegd op initiatief van de Anderlechtse Haard en de geschiedenis gaat terug tot 1907. Hier bevond zich vroeger in de buurt van het kruispunt van de Bergense Steenweg en de Lennikse Baan een herberg Het Rad. De naam zou afkomstig zijn van een folterrad dat zich hier bevond. In de jaren 20 werd de wijk verder uitgebouwd.

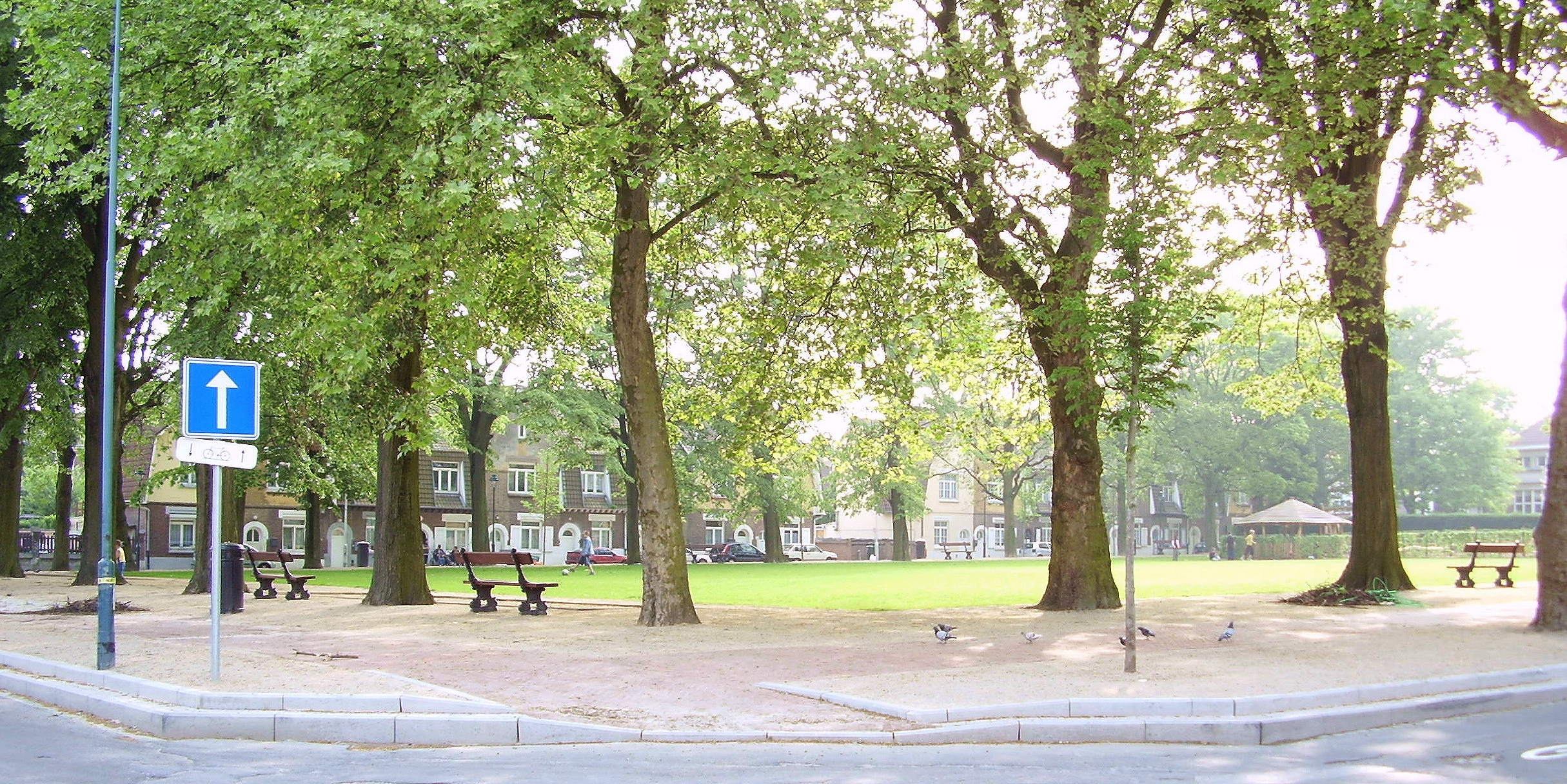
Het Lustplein

## Bezienswaardigheden
- De tuinwijk
- De art deco Sint-Jozefkerk

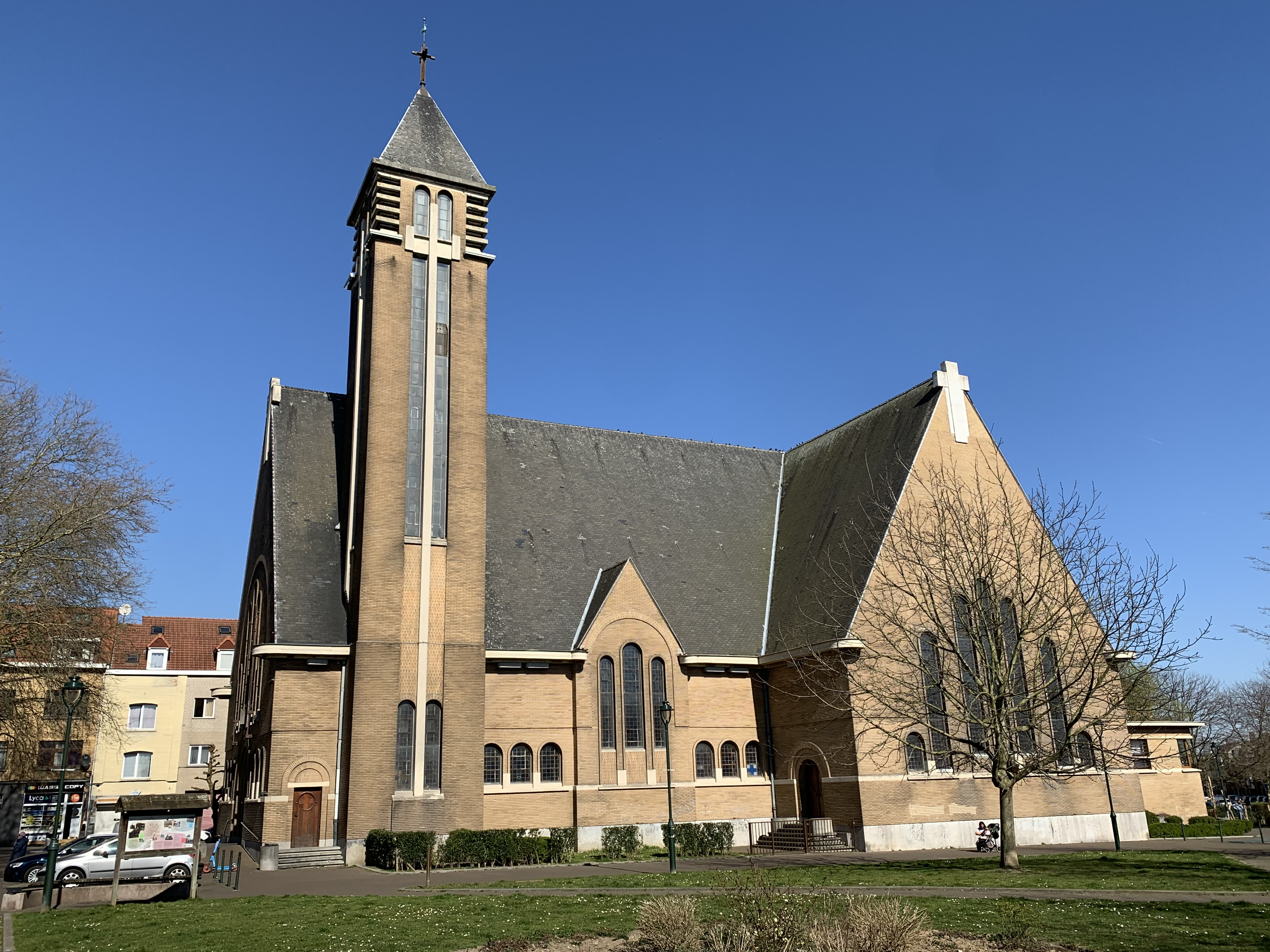
Sint-Jozefkerk

- De beschermde art deco gemeenteschool van Het Rad uit de jaren 30

## Verkeer en vervoer
Het metrostation Het Rad werd naar de plaats genoemd.
Ook is er op wandelafstand van het Rad sinds 13 December 2020 een nieuw treinstation Anderlecht.
Aa · Biestebroek · Birmingham · Broek · Buffon · Dageraad (Aurore) · Goede Lucht (Bon Air) · Klein Eiland · Kuregem · Meir · Mijlemeers · Moortebeek · Neerpede · Peterbos · Poxcat · Het Rad · Scherdemaal · Scheut · Scheutveld · Veeweide · Vijverswijk · Vlazendaal · Vogelenzang · Waasbroek